# Атенолол
Атенолол — лекарственное средство, является избирательным (кардиоселективным) β1-адреноблокатором. Частичной симпатомиметической активностью не обладает.

## Фармакологическое действие
Кардиоселективный β1-адреноблокатор, не обладает мембраностабилизирующей и внутренней симпатомиметической активностью. Оказывает гипотензивное, антиангинальное и антиаритмическое действие. Блокируя в невысоких дозах бета1-адренорецепторы сердца, уменьшает стимулированное катехоламинами образование цАМФ из АТФ, снижает внутриклеточный ток Ca2+, оказывает отрицательное хроно-, дромо-, батмо- и инотропное действие (урежает частоту сердечных сокращений, угнетает проводимость и возбудимость, снижает сократимость миокарда). ОПСС в начале применения бета-адреноблокаторов (в первые 24 ч после перорального приёма) увеличивается (в результате реципрокного возрастания активности альфа-адренорецепторов и устранения стимуляции бета2-адренорецепторов), которое через 1-3 дня возвращается к исходному, а при длительном назначении снижается. Гипотензивный эффект связан с уменьшением МОК, снижением активности РААС (имеет большее значение для больных с исходной гиперсекрецией ренина), чувствительности барорецепторов дуги аорты (не происходит усиления их активности в ответ на снижение артериального давления) и влиянием на центральную нервную систему. Гипотензивное действие проявляется снижением как систолического, так и диастолического артериального давления, уменьшением УОК и МОК. В средних терапевтических дозах не оказывает действия на тонус периферических артерий. Гипотензивный эффект продолжается 24 ч, при регулярном приёме стабилизируется к концу 2 недели лечения. Антиангинальный эффект определяется снижением потребности миокарда в кислороде в результате уменьшения частоты сердечных сокращений (удлинение диастолы и улучшение перфузии миокарда) и сократимости, а также снижением чувствительности миокарда к воздействию симпатической иннервации. Урежает частоту сердечных сокращений в покое и при физической нагрузке. За счет повышения конечного диастолического давления в левом желудочке и увеличения растяжения мышечных волокон желудочков может повышать потребность в кислороде, особенно у больных с хронической сердечной недостаточностью. Антиаритмический эффект обусловлен устранением аритмогенных факторов (тахикардии, повышенной активности симпатической нервной системы, увеличенного содержания цАМФ, артериальной гипертензии), уменьшением скорости спонтанного возбуждения синусного и эктопического водителей ритма и замедлением AV проведения. Угнетение проведения импульсов отмечается преимущественно в антеградном и в меньшей степени в ретроградном направлениях через AV узел и по дополнительным путям. Увеличивает выживаемость больных, перенёсших инфаркт миокарда (снижает частоту развития желудочковых аритмий и приступов стенокардии). Практически не ослабляет бронходилатирующее действие изопротеренола. В отличие от неселективных бета-адреноблокаторов при назначении в средних терапевтических дозах оказывает менее выраженное влияние на органы, содержащие β2-адренорецепторы (поджелудочная железа, скелетные мышцы, гладкая мускулатура периферических артерий, бронхов и матки), и на углеводный обмен; выраженность атерогенного действия не отличается от действия пропранолола. В меньшей степени оказывает отрицательный батмо-, хроно-, ино- и дромотропный эффект. При применении в больших дозах (более 100 мг/сут) оказывает блокирующий эффект на оба подтипа бета-адренорецепторов. Отрицательный хронотропный эффект проявляется через 1 ч после приёма, достигает максимума спустя 2-4 ч и продолжается до 24 ч.

## Фармакокинетика
Абсорбция из ЖКТ — быстрая, неполная (50-60 %), биодоступность — 40-50 %, растворимость в жирах очень низкая. TCmax — 2-4 ч. Плохо проникает через ГЭБ, проходит через плацентарный барьер и в грудное молоко. Связь с белками плазмы — 6-16 %. Практически не метаболизируется в печени. T½ — 6-9 ч (увеличивается у пациентов пожилого возраста). Выводится почками путём клубочковой фильтрации (85-100 % в неизменённом виде). Нарушение функции почек сопровождается удлинением T1/2 и кумуляцией (необходимо уменьшение доз): при клиренсе креатинина ниже 35 мл/мин/1.73 м² T1/2 составляет 16-27 ч, при КК ниже 15 мл/мин — более 27 ч, при анурии удлиняется до 144 ч. Выводится в ходе гемодиализа.

## Показания
Лечение: ишемическая болезнь сердца, стенокардия (напряжения, покоя и нестабильная), артериальная гипертензия, гипертонический криз, пролапс митрального клапана, гиперкинетический кардиальный синдром функционального генеза, нейроциркуляторная дистония по гипертоническому типу, эссенциальный и старческий тремор, ажитация и тремор при абстинентном синдроме. Лечение и профилактика: инфаркт миокарда (острая фаза при стабильных показателях гемодинамики, вторичная профилактика); нарушения ритма (в том числе при общей анестезии, врождённом синдроме удлинённого интервала Q-T, инфаркте миокарда без признаков хронической сердечной недостаточности, тиреотоксикозе), синусовая тахикардия, пароксизмальная предсердная тахикардия, наджелудочковая и желудочковая экстрасистолия, наджелудочковая и желудочковая тахикардия, мерцательная тахиаритмия, трепетание предсердий. В составе комплексной терапии: ГОКМП, феохромоцитома (только вместе с альфа-адреноблокаторами), тиреотоксикоз; мигрень (профилактика).

## Противопоказания
Гиперчувствительность, кардиогенный шок, AV блокада II—III ст., брадикардия с частотой сердечных сокращений менее 40/мин, СССУ, SA блокада, острая сердечная недостаточность или декомпенсированная хроническая сердечная недостаточность, кардиомегалия без признаков хронической сердечной недостаточности, стенокардия Принцметала, артериальная гипотензия (в случае использования при инфаркте миокарда, систолическое артериальное давление менее 100 мм рт. ст.), период лактации, одновременный приём ингибиторов МАО.

### C осторожностью
Сахарный диабет, метаболический ацидоз, гипогликемия; аллергические реакции в анамнезе, хронические обструктивные болезни лёгких (в том числе бронхиальная астма, эмфизема лёгких); хроническая сердечная недостаточность (компенсированная), облитерирующие заболевания периферических сосудов («перемежающаяся» хромота, синдром Рейно); феохромоцитома, печеночная недостаточность, хроническая почечная недостаточность, миастения, тиреотоксикоз, депрессия (в том числе в анамнезе), псориаз, беременность, пожилой возраст, детский возраст (эффективность и безопасность не определены).

## Режим дозирования
Внутрь, перед приёмом пищи, не разжевывая и запивая небольшим количеством жидкости. Начальная доза — 25-50 мг/сут; при необходимости дозу повышают через 1 нед на 50 мг и далее при необходимости до 200 мг, средняя доза — 100 мг/сут. При ишемической болезни сердца, тахисистолических нарушениях сердечного ритма — 50 мг 1 раз в сутки. При остром инфаркте миокарда со стабильными гемодинамическими показателями: внутрь, через 10 мин после последнего внутривенного введения, в дозе 50 мг, затем повторно 50 мг через 12 ч; далее — по 50 мг 2 раза в сутки или 100 мг однократно в течение 6-9 дней (под контролем артериального давления, ЭКГ, содержания глюкозы в крови). При гиперкинетическом кардиальном синдроме назначают по 25 мг/сут. При КК 15-35 мл/мин назначают по 100 мг через день или 50 мг/сут; при КК менее 15 мл/мин — 50 мг через день, или 100 мг 1 раз в 4 дня, или на фоне гемодиализа по 50 мг после каждого диализа. У пожилых пациентов начальная однократная доза — 25 мг (может быть увеличена под контролем артериального давления, частоты сердечных сокращений). Назначение более 1 раза в сутки нецелесообразно, поскольку атенолол действует в течение 24 ч. Повышение суточной дозы свыше 100 мг не рекомендуется, так как терапевтический эффект не усиливается, а вероятность развития побочных эффектов возрастает. Максимальная суточная доза составляет 200 мг. Снижение дозы в случае планируемой отмены производят постепенно, по 1/4 дозы каждые 3-4 дня.

## Побочные эффекты

### Со стороны нервной системы
Астения, слабость, головокружение, головная боль, сонливость или бессонница, «кошмарные» сновидения, депрессия, беспокойство, спутанность сознания или кратковременная потеря памяти, галлюцинации, снижение способности к концентрации внимания, снижение скорости реакции, парестезии в конечностях (у больных с «перемежающейся» хромотой и синдромом Рейно), миастения, судороги.

### Со стороны органов чувств
Нарушение зрения, уменьшение секреции слезной жидкости, сухость и болезненность глаз, конъюнктивит.

### Со стороны сердечно-сосудистой системы
Брадикардия, сердцебиение, нарушение проводимости миокарда, AV блокада (вплоть до остановки сердца), аритмии, ослабление сократимости миокарда, развитие (усугубление) хронической сердечной недостаточности, ортостатическая гипотензия, проявления ангиоспазма (похолодание нижних конечностей, синдром Рейно), васкулит, боль в груди.

### Со стороны пищеварительной системы
Сухость слизистой оболочки полости рта, тошнота, рвота, боль в животе, запоры или диарея, изменения вкуса.

### Со стороны дыхательной системы
Заложенность носа, затруднение дыхания при назначении в высоких дозах (утрата селективности) и/или у предрасположенных пациентов — ларинго- и бронхоспазм.

### Со стороны эндокринной системы
Гипергликемия (у больных инсулиннезависимым сахарным диабетом), гипогликемия (у больных, получающих инсулин), гипотиреоидное состояние.

### Аллергические реакции
Зуд, сыпь, крапивница.

### Со стороны кожных покровов
Усиление потоотделения, гиперемия кожи, обострение симптомов псориаза, псориазоподобные кожные высыпания, обратимая алопеция.

### Лабораторные показатели
Тромбоцитопения (необычные кровотечения и кровоизлияния), агранулоцитоз, лейкопения, повышение активности «печеночных» ферментов, гипербилирубинемия.

### Влияние на плод
Внутриутробная задержка роста, гипогликемия, брадикардия.

### Прочие
Боль в спине, артралгия, ослабление либидо, снижение потенции, синдром «отмены» (усиление приступов стенокардии, повышение артериального давления). Частота побочных явлений возрастает при увеличении дозы препарата.

### Передозировка
При передозировке у пациентов отмечается брадикардия, атриовентрикулярная блокада, нарушение дыхания, гипотензия, шок, коллапс, бронхоспазм, гипогликемия.
Лечение: промывание желудка и назначение адсорбирующих средств; симптоматическая терапия: атропин, изопреналин, орципреналин, сердечные гликозиды или глюкагон, диуретики, вазопрессорные средства (допамин, добутамин или норэпинефрин), селективные β-адреномиметики, установка искусственного водителя ритма. При развитии гипогликемии показано внутривенное капельное введение глюкозы. В тяжёлых случаях проводят диализ.

#### Симптомы
Выраженная брадикардия, головокружение, чрезмерное снижение артериального давления, обморочные состояния, аритмия, желудочковая экстрасистолия, AV блокада II—III ст., хроническая сердечная недостаточность, цианоз ногтей пальцев или ладоней, судороги, затруднение дыхания, бронхоспазм.

#### Лечение
Промывание желудка и назначение адсорбирующих лекарственных средств; при нарушении AV проводимости и/или брадикардии — внутривенное введение 1-2 мг атропина, эпинефрина или постановка временного кардиостимулятора; при желудочковой экстрасистолии — лидокаин (препараты Ia класса не применяются); при снижении артериального давления — больной должен находиться в положении Тренделенбурга. Если нет признаков отёка лёгких — внутривенно плазмозамещающие растворы, при неэффективности — введение эпинефрина, допамина, добутамина; при хронической сердечной недостаточности — сердечные гликозиды, диуретики, глюкагон; при судорогах — внутривенно диазепам; при бронхоспазме — ингаляционно или парентерально — бета-адреностимуляторы. Возможно проведение диализа.

## Особые указания
Контроль за больными, принимающими атенолол, должен включать наблюдение за частотой сердечных сокращений и артериальным давлением (в начале лечения — ежедневно, затем 1 раз в 3-4 мес), содержанием глюкозы крови у больных сахарным диабетом (1 раз в 4-5 мес). У пожилых пациентов рекомендуется следить за функцией почек (1 раз в 4-5 мес). Следует обучить больного методике подсчёта частоты сердечных сокращений и проинструктировать о необходимости врачебной консультации при частоте сердечных сокращений менее 50/мин. Примерно у 20 % больных стенокардией бета-адреноблокаторы неэффективны. Основные причины — тяжёлый коронарный атеросклероз с низким порогом ишемии (частота сердечных сокращений менее 100/мин) и повышенное КДО левого желудочка, нарушающее субэндокардиальный кровоток. У курящих эффективность бета-адреноблокаторов ниже. Больные, пользующиеся контактными линзами, должны учитывать, что на фоне лечения возможно уменьшение продукции слезной жидкости. При тиреотоксикозе атенолол может маскировать определённые клинические признаки тиреотоксикоза (например тахикардию). Резкая отмена у больных с тиреотоксикозом противопоказана, поскольку способна усилить симптоматику. При сахарном диабете может маскировать тахикардию, вызванную гипогликемией. В отличие от неселективных бета-адреноблокаторов практически не усиливает вызванную инсулином гипогликемию и не задерживает восстановление содержания глюкозы в крови до нормальной концентрации. При одновременном приёме клонидина его приём может быть прекращен только через несколько дней после отмены атенолола. Возможно усиление выраженности аллергической реакции и отсутствие эффекта от обычных доз эпинефрина на фоне отягощённого аллергологического анамнеза. За несколько дней перед проведением общей анестезии хлороформом или эфиром необходимо прекратить приём препарата. Если больной принял препарат перед операцией, ему следует подобрать лекарственные средства для общей анестезии с минимальным отрицательным инотропным действием. Реципрокную активацию n.vagus можно устранить внутривенным введением атропина (1-2 мг). Лекарственные средства, снижающие запасы катехоламинов (например резерпин), могут усилить действие бета-адреноблокаторов, поэтому больные, принимающие такие сочетания лекарственных средств, должны находиться под постоянным наблюдением врача на предмет выявления выраженного снижения артериального давления или брадикардии. Препарат можно назначать больным с бронхоспастическими заболеваниями в случае непереносимости и/или неэффективности других гипотензивных лекарственных средств, но при этом следует строго следить за дозировкой. Передозировка опасна развитием бронхоспазма. В случае появления у больных пожилого возраста нарастающей брадикардии (менее 50/мин), артериальной гипотензии (систолическое артериальное давление ниже 100 мм рт. ст.), AV блокады, бронхоспазма, желудочковых аритмий, тяжёлых нарушений функции печени и почек необходимо уменьшить дозу или прекратить лечение. Рекомендуется прекращать терапию при развитии депрессии, вызванной приёмом бета-адреноблокаторов. Нельзя резко прерывать лечение из-за опасности развития тяжёлых аритмий и инфаркта миокарда. Отмену проводят постепенно, снижая дозу в течение 2 нед и более (снижают дозу на 25 % в 3-4 дня). Применение при беременности и лактации возможно, если польза для матери превышает риск развития побочных эффектов у плода и ребёнка. Следует отменять перед исследованием содержания в крови и моче катехоламинов, норметанефрина и ванилилминдальной кислоты; титров антинуклеарных антител. В период лечения необходимо соблюдать осторожность при вождении автотранспорта и занятии другими потенциально опасными видами деятельности, требующими повышенной концентрации внимания и быстроты психомоторных реакций.

## Взаимодействие
Аллергены, используемые для иммунотерапии, или экстракты аллергенов для кожных проб повышают риск возникновения тяжёлых системных аллергических реакций или анафилаксии у больных, получающих атенолол. Йодсодержащие рентгеноконтрастные лекарственные средства для внутривенного введения повышают риск развития анафилактических реакций. Фенитоин при внутривенном введении, лекарственные средства для ингаляционной общей анестезии (производные углеводородов) повышают выраженность кардиодепрессивного действия и вероятность снижения артериального давления. При одновременном назначении с инсулином и пероральными гипогликемическими лекарственными средствами маскирует симптомы развивающейся гипогликемии. Снижает клиренс лидокаина и ксантинов и повышает их концентрацию в плазме, особенно у больных с исходно повышенным клиренсом теофиллина под влиянием курения. Гипотензивный эффект ослабляют НПВП (задержка Na+ и блокада синтеза Pg почками), ГКС и эстрогены (задержка Na+). Сердечные гликозиды, метилдопа, резерпин и гуанфацин, БМКК (верапамил, дилтиазем), амиодарон и другие антиаритмические лекарственные средства повышают риск развития или усугубления сердечной недостаточности, брадикардии, AV блокады и остановки сердца. Диуретики, клонидин, симпатолитики, гидралазин, БМКК и др. гипотензивные лекарственные средства могут привести к чрезмерному снижению артериального давления. Удлиняет действие недеполяризующих миорелаксантов и антикоагулянтный эффект кумаринов. Три- и тетрациклические антидепрессанты, антипсихотические лекарственные средства (нейролептики), этанол, седативные и снотворные лекарственные средства усиливают угнетение центральной нервной системы. Не рекомендуется одновременное применение с ингибиторами МАО вследствие значительного усиления гипотензивного действия, перерыв в лечении между приёмом ингибиторов МАО и атенолола должен составлять не менее 14 дней. Негидрированные алкалоиды спорыньи повышают риск развития нарушений периферического кровообращения.